# ناسا ۵۱۵
ناسا ۵۱۵ (به انگلیسی: NASA 515) یک هواپیمای ساختِ بوئینگ در کشور ایالات متحده آمریکا است. نخستین استفاده‌کنندهٔ این هواپیما ناسا بوده‌است. این هواپیما در ۶ آوریل ۱۹۶۷ میلادی نخستین پرواز خود را انجام داد.